# Elenco ufficiale delle aree protette
Der Elenco ufficiale delle aree protette (EUAP; deutsch Offizielles Verzeichnis der Schutzgebiete) ist ein Verzeichnis aller unter Naturschutz stehender Gebiete und Landschaftsabschnitte in Italien. Die Liste wird periodisch vom italienischen Ministerium für Umwelt, Landschafts- und Meeresschutz (Ministero dell'Ambiente e della Tutela del Territorio e del Mare) aktualisiert und umfasst offiziell anerkannte Schutzflächen zu Land, wie auch geschützte See- oder Meeresabschnitte.
Die aktuelle, sechste Ausgabe des Verzeichnisses wurde am 27. April 2010 beschlossen und am 31. Mai 2010 im Amtsblatt Nr. 115 veröffentlicht.

## Kriterien
In das EUAP werden Schutzflächen entsprechend der am 1. Dezember 1993 vom Nationalkomitee für Naturschutzgebiete festgelegten Kriterien aufgenommen:
- Existenz einer formalen Genehmigung – das können Staats-, wie auch Regionalgesetze, Genehmigungen öffentlicher Einrichtungen oder Verträge zwischen Eigentümer des Areals und eines Betreibers sein
- Existenz einer kartografisch festgelegten Grenzbestimmung des Areals
- Anerkennung des besonderen landschaftlichen Wertes des Areals
- Einhaltung der Schutzbestimmungen 394/91 (zum Beispiel dem Jagdverbot im Schutzgebiet)
- Existenz einer garantierten Betreiberorganisation
- Existenz einer gesicherten Finanzierung